# Deno Geanakoplos
Deno John Geanakoplos (grec: Κωνσταντίνος Γιαννακόπουλος, Konstandinos Iannakópulos; nascut l'11 d'agost del 1916 i mort el 4 d'octubre del 2007) fou un conegut estudiós de la història cultural i religiosa de l'Imperi Romà d'Orient i de la història intel·lectual del Renaixement italià, així com Professor Emèrit d'Història de l'Imperi Bizantí, Història del Renaixement i Història de l'Església Ortodoxa a la Universitat Yale. Escrigué 13 llibres i més d'un centenar d'articles i era considerat un dels bizantinistes més eminents del món. L'economista John Geanakoplos, també professor a Yale, és el seu fill.